# Jeżowce

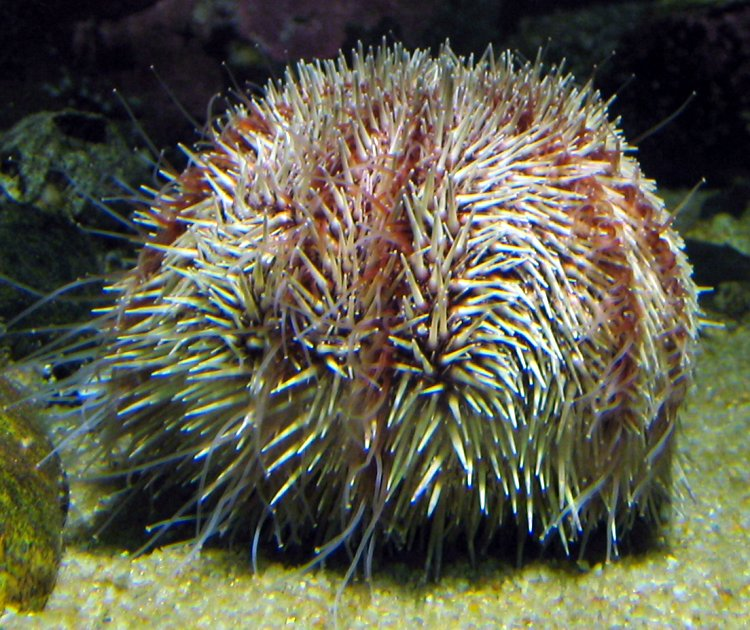
Jeżowiec

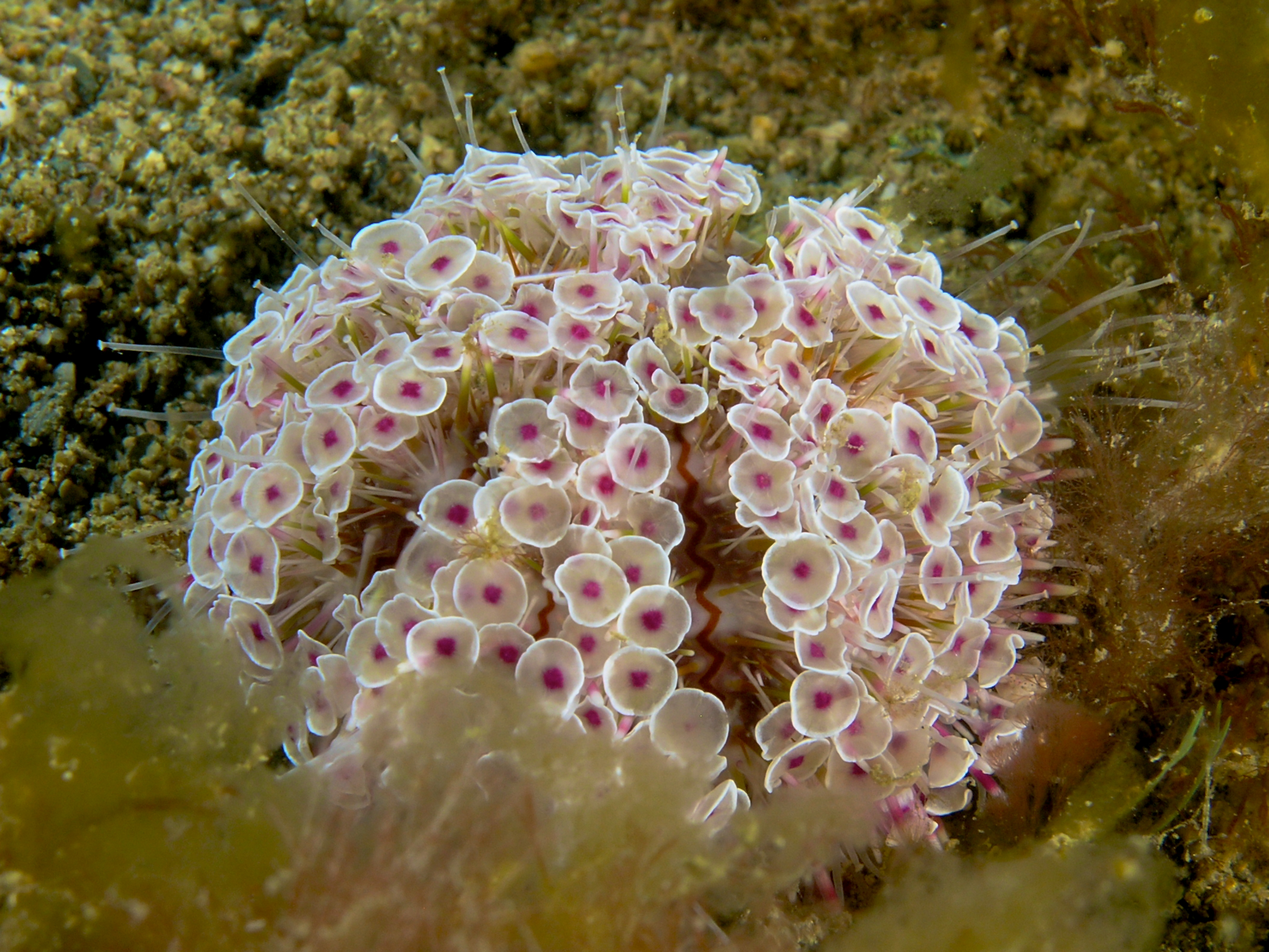
Kolce Toxopneustes pileolus zawierają niebezpieczne dla człowieka toksyny

Jeżowce (Echinoidea, z gr. echinos – jeż + eidos – rodzaj) – gromada morskich zwierząt zaliczanych do typu szkarłupni (Echinodermata), charakteryzujących się kulistym, mniej lub bardziej spłaszczonym, różnorodnie ubarwionym ciałem gęsto pokrytym wapiennymi, ruchomo osadzonymi kolcami. Zamieszkują strefę denną wód słonych o zasoleniu powyżej 20‰ wszystkich stref geograficznych kuli ziemskiej. 
Większość gatunków występuje w strefie tropikalnej i subtropikalnej. Przeciętnie osiągają 6–12 cm średnicy. Niektóre gatunki są wyposażone w jadowy narząd raniący (tzw. pedicellaria), będący w istocie zmodyfikowanymi, nieco krótszymi kolcami zakończonymi kleszczykami w postaci trzech twardych ruchomych szponów, przebijających skórę i wprowadzających jad. Gruczoły jadowe znajdują się u nasady kolca. Produkują one toksyny niebezpieczne dla zdrowia człowieka. Do szczególnie niebezpiecznych można zaliczyć Toxopneustes pileolus oraz inne jeżowce należące do rodzaju Tripneustes oraz rodzin Echinothuridae i Diadematidae, których ukłucia wywołują oprócz bólu trudności oddechowe, drgawki i utratę przytomności, a w skrajnych przypadkach śmierć przez uduszenie. U gatunków występujących w strefie tropikalnej niebezpieczne bywają również same kolce, również połączone z gruczołami jadowymi. Jadowitość zachowują nawet wysuszone igły jadowe i pedicellaria. Ukłucia nawet niejadowitych jeżowców mogą wywoływać infekcje bakteryjne. W zapisie kopalnym jeżowce znane są od paleozoiku.

## Budowa
Ciało osiąga najczęściej kilka, rzadziej kilkadziesiąt cm średnicy, zazwyczaj między 6 a 12 cm. Najmniejsze jeżowce mają kilka mm, największe 35 cm.
Jeżowce cechują się symetrią pięciopromienną, aczkolwiek niekiedy zdarzają się dwubocznie symetryczne, spłaszczone. Te pierwsze, nie tworzące kladu, zwą się regularnymi, natomiast nieliczne jeżowce dwubocznie symetryczne określa się nieregularnymi, zaliczając do grupy Irregularia. Ich ciało najczęściej przybiera kształt kulisty, niekiedy półkolisty, sercowaty, podkowiasty, jajowaty, nieraz spłaszczony czy wydłużony, może być powcinany obwodowo. Nie mają ramion, w przeciwieństwie do zaopatrzonych w długie ramiona wężowideł czy rozgwiazd. Podwójne rzędy nóżek ambulakralnych pozwalają wyznaczyć promienie, przebiegające południkowo od bieguna oralnego do aboralnego. Uzbrojony otwór gębowy leży na spodniej stronie ciała, podczas gdy na grzbietowej odbytowy.
Występuje szkielet wewnętrzny tworzony przez płytki tworzące twardą puszkę, leżące w dwudziestu rzędach.

### Powłoka ciała
Jeżowce mają różne barwy. Spotyka się czarne, brązowe, białe, szkarłatne, zielone, a także i wielokolorowe.
Ciało jeżowców pokrywają kolce, które mogą poruszać się względem zaliczanych do szkieletu wewnętrznego płytek.

### Układ pokarmowy
Na spodniej, zwanej także oralną, stronie ciała leży otwór gębowy uzbrojony w aparat żujący.
Występuje latarnia Arystotelesa, budowana przez do 40 mniejszych elementów.
Otwór odbytowy znajduje się po stronie aboralnej.

## Ekologia
Jeżowce współtworzą bentos, wiodąc życie na dnie morskim. Nie ograniczają się wszakże do jednego preferowanego rodzaju dna. Spotyka się je od strefy litoralnej aż do głębin rowów oceanicznych. Mogą zagrzebywać się w miękkim podłożu, ale także drążyć w skale. Obserwuje się je też na zróżnicowanych szerokościach geograficznych. Zasiedlają zarówno wody tropikalne, jak i wokół biegunów. Są obecne na rafach koralowych i w lasach wodorostów.

## Rozmnażanie
Występuje larwa. Jej ciało cechuje się symetrią dwuboczną.
Pluteus jeżowców wedle hipotezy Asterozoa nie jest homologiczny z ofiopluteusem wężowideł, jest natomiast skutkiem ewolucji konwergentnej.

## Ewolucja
Szkarłupnie, grupa bliska strunowcom, pojawiły się na początku ery paleozoicznej, w kambrze. Na początku tego okresu miała miejsce intensywna radiacja, w wyniku której pojawiło się wiele nowych grup zwierząt. Ze środkowego kambru ze skał z Utah znana jest Cothurnocystis. Wzajemne relacje pomiędzy różnymi grupami szkarłupni sprawiały pewne trudności. Echinoidea tworzą klad wraz z Holothuroidea. Jego grupę siostrzaną stanowić mogą wężowidła bądź Asterozoa. Istnieje też odmienny pogląd, zgodny z podobieństwem larw echinopluteusa i ofiopluteusa, dostrzegający w jeżowcach bliskich krewnych wężowideł.
O ile same jeżowce powstały wcześnie, około pół miliarda lat temu, ostatni wspólny przodek ich dzisiejszych przedstawicieli istniał wiele później. Różnorodność współczesnych jeżowców sięga jeszcze permu.

## Systematyka
Wśród typu jeżowców wyróżniono następujące podtypy i rzędy:
- podgromada: Cidaroidea
  - rząd: Cidaroida
- podgromada: Euechinoidea
  - rząd: Aspidodiadematoida
  - rząd: Diadematoida
  - rząd: Micropygoida
  - rząd: Pedinoida
  - rząd: Phymosomatoida †
  - rząd: Salenioida
  - rząd: Arbacioida
  - rząd: Camarodonta
  - rząd: Stomopneustoida
  - rząd: Echinidea
  - rząd: Temnopleuridea
  - rząd: Holasteroida
  - rząd: Spatangoida
  - rząd: Disasteroida - jedynie Disasteridae †
  - rząd: Galeropygoida - jedynie Galeropygidae †
  - rząd: Pourtalesioida - jedynie Pourtalesiidae
  - rząd: Pygasteroida - jedynie Pygasteridae †
  - rząd: Cassiduloida
  - rząd: Clypeasteroida
  - rząd: Echinolampadoida
  - rząd: Arbacioida
  - rząd: Camarodonta
  - (rząd: Echinoida)
  - rząd: Stomopneustoida

Rodziny o nieustalonej przynależności:
- Pelanechinidae †
- Hemicidaridae †
- Orthopsidae †
- Pseudodiadematidae †
- Pygorhytidae †
- Apatopygidae
- Archiaciidae †
- Clypeidae †
- Clypeolampadidae †
- Archiaciidae †
- Glyphopneustidae †

Rodzaje o nieustalonej przynależności:
- Pygolampas
- Mesodiadema †

Jeżowce obejmują ponad 1000 współczesnych gatunków.